# الطاهر الهمامي
الطاهر الهمّامي شاعر وناقد وباحث تونسي من مواليد مدينة العروسة بولاية سليانة في 25 مارس 1947. محرز على دكتوراه الدولة في اللغة والآداب العربية عن اطروحته: الشعر على الشعر، بحث في الشعرية العربية القديمة.
يشغل أستاذا للشعر والنقد بكلية الآداب بمنوبة, تونس. من مؤسسي حركة الطليعة الأدبية (1968_1972 ) وممثلي جناحها الشعري المعروف باسم غير العمودي والحر.

## حياته
ولد الطاهر بن علي بوساحة الهمامي في 25 مارس 1947 بقرية العروسة من منطقة الشمال الغربي التونسي، وهو أخ لأربعة بنات وثالث الأولاد، ولد بكر أمه خضراء بن بلقاسم الهمامي، ووالده على بوساحة الهمامي، تزوج من السيدة حدة النغموشي أصيلة منطقة جندوبة والتي فارقتنا قبله.
غادرنا الطاهر الهمامي في 2ماي 2009، وذلك على اثر تعكر صحي ألزمه المستشفى بمدريد الإسبانية التي نزل بها مترجلا، وعازما، مخلفا لوعة وصدمة لدى الجميع.

## مؤلفاته
- الحصار (شعر 1972)
- الشمس طلعت كالخبزة (شعر1973)
- كيف نعتبر الشابي مجدّدا (بحث1976 )
- صائفة الجمر (شعر1984 )
- من الواقعية قي الأدب والفن (مقلات 1984) أرى النخل يمشي (شعر1986)
- ذاكرة شعب(نصوص1989 ) رجل في رأسه عقل (ابن المقفع، دراسة 1992 )
- الأعمى الذي أبصر بعقله (أبو العلاء، دراسة 1992)
- تأبط نارا (شعر,1994)
- حركة الطليعة الأدبية في تونس 1968- 1972 (بحث 1994 )
- قتلتموني (شعر2001 )
- الشعر على الشعر (بحث في الشعرية العربية من منظور شعر الشعراء على شعرهم إلى القرن 5 ه/11 م2003 )
- اسكني يا جراح (شعر 2004)